# Sky Bridge 721
Sky Bridge 721 – wisząca kładka piesza, znajdująca się w gminie Dolní Morava w Czechach, w momencie otwarcia była to najdłuższa na świecie konstrukcja tego typu.

## Opis
Została zbudowana w gminie Dolní Morava, niedaleko granicy z Polską. Most jest położony 95 metrów nad doliną, ma 721 metrów długości i łączy schronisko Slaměnka na zboczu szczytu Slamník (1232 m n.p.m.) ze zboczem góry Chlum (1118 m n.p.m.). 
Został otwarty 13 maja 2022.
Niedaleko kładki znajduje się również Ścieżka w obłokach – ścieżka widokowa o długości 710 m, osiągająca 55 m nad ziemią na wysokości 1116 m n.p.m.
Masa konstrukcji wynosi 405 ton. Konstrukcja składa się z 66 lin nośnych i wiatrowych.

## Zobacz Też
Highline179